# Giphy
Giphy, стилизирана като GIPHY, е американски онлайн база данни и търсачка, която позволява на потребителите да търсят и споделят кратко клипче, които приличат на анимирани GIF файлове. На 15 май 2020 г. Giphy е придобита от Facebook за 400 милиона долара.

## История

### Начала и ранна история
Giphy е основана от Алекс Чунг и Джейс Кук през февруари 2013 г. Идеята за бизнеса идва, когато двойката закусва, разсъждавайки върху нарастващата тенденция на чисто визуална комуникация.
Когато Чунг и Кук за първи път стартират Giphy, уебсайтът функционира единствено като търсачка за GIF файлове. Според Чунг, Giphy е привлякъл около милион потребители през първата си седмица и цифрата се е увеличава до 300 000.
Giphy предлага това, което основателите му наричат „търсене на разговор“, при което съдържанието се довежда до разговорите на потребителите чрез поле за търсене, намерено в техните приложения за съобщения.

### Растеж
През август 2013 г. Giphy се разширява извън рамките на търсачка, за да позволи на потребителите да публикуват, вграждат и споделят GIF файлове във Фейсбук. Тогава Giphy бива признат за Топ 100 уебсайта за 2013 г., според PC Magazine. Три месеца по-късно Giphy се интегрира с Twitter, за да позволи на потребителите да споделят GIF файлове, като просто споделят URL адреса на GIF.
През май 2014 г. Giphy събира 2,4 милиона долара в кръг на финансиране от серия А от инвеститори, включително Quire, CAA Ventures, RRE Ventures, Lerer Hippeau Ventures и Betaworks.
През януари 2015 г. Giphy получава още 17 милиона долара в кръг за финансиране от Серия B, воден от Lightspeed Venture Partners, с участието на General Catalyst и бивши инвеститори. В допълнение, Giphy събира голяма част от кръга от Серия B чрез платформата за краудфъндинг на Alphaworks.
През март 2015 г. Giphy придобива Nutmeg, GIF услуга за съобщения, като една от първите големи стъпки на компанията към мобилната индустрия. Това съвпада със стартирането на собствената платформа за разработка на Facebook Messenger, в която Giphy се присъединява с няколко приложения. През август 2015 г. Giphy пуска второто си мобилно приложение, GIPHY Cam, което позволява на потребителите да създават и споделят GIF файлове в социална мрежа.
През февруари 2016 г. Giphy събира 55 милиона долара финансиране при оценка от 300 милиона долара.
През октомври 2016 г. Giphy обявява, че има 100 милиона активни потребители на ден, че обслужва над 1 милиард GIF на ден и че посетителите гледат повече от 2 милиона часа GIF съдържание всеки ден. През юли 2017 г. Giphy обявява, че има 200 милиона активни потребители дневно между API и уебсайта, с около 250 милиона активни потребители месечно на уебсайта.
Чунг обявява по време на събитие през февруари 2019 г. в Ню Йорк, че „Giphy“ проучва рекламна схема, която се отличава от модела на Google, който показва реклами според историята на търсенето на потребителите. Идеята е да се вгради реклама в лични съобщения. Giphy се стреми да се възползва от този пейзаж, тъй като базата данни GIG е интегрирана в повечето услуги за съобщения.

### Придобиване от Facebook
През май 2020 г. е обявено, че Giphy е закупен от Facebook и интегриран в Instagram при цена 400 милиона долара.
Поради предишните скандали за поверителност на данните на Facebook, биват повдигнати въпроси относно сигурността на 7-милионните потребителски данни на Giphy.

## Партньорства
Giphy си партнира с марки, за да хоства GIF файлове, които могат да се споделят като маркетингови промоции чрез канали в социалните медии. Компанията създава профили на изпълнители на уебсайта, които позволяват GIF файловете да се приписват на художника, който ги е създал.
През септември 2014 г. Giphy си партнира с „Line“, за да бъде домакин на първото състезание по дизайн на стикери. LINE и GIPHY включват екип от дигитални партньори, включително Tumblr, Fox ADHD, Frederator, Cut & Paste, New Museum, Eyebeam, Rhizome, The Webby Awards, Pratt, The Huffington Post и Dribbble, в подкрепа на събитието.
През август 2015 г. Universal Studios си партнира с Giphy, за да пусне шест GIF файла, популяризиращи новия филм, базиран на NWA, Straight Outta Compton.
Giphy си партнира с над 200 компании и марки, за да хоства цялото си съществуващо съдържание на собствен марков канал. Партньорите на Giphy включват Уолт Дисни Къмпани, Келвин Клайн, Дженерал Илектрик и Пепси.